# Chiesa di San Clemente (Bellinzago Novarese)
La chiesa di San Clemente è la parrocchiale di Bellinzago Novarese, in provincia e diocesi di Novara; fa parte dell'unità pastorale di Oleggio.
È una delle testimonianze dell'architettura antonelliana nel novarese.

## Storia
La prima citazione di una chiesa a Bellinzago dedicata a San Clemente Papa risale al 1347.
L'edificio venne riedificato nel XVI secolo e consacrato il 20 settembre del 1595 dal vescovo Carlo Bascapè. La chiesa cinquecentesca era ad un'unica navata e presentava quattro finestrelle sul lato sud ed una sola su quello nord.
Nel XVII secolo fu innalzata la sacrestia, alla quale si accedeva dal presbiterio. Nel 1724 venne eretta la torre campanaria, che fu poi sopraelevata nel 1827.
All'inizio del XIX secolo la chiesa si dimostrò insufficiente a soddisfare le esigenze della popolazione e, così, il parroco don Serafino Bellini ne sollecitò la ricostruzione; per questa sua iniziativa, all'interno della chiesa attuale, è presente un busto marmoreo (opera dello scultore Giuseppe Argenti), completo di epigrafe commemorativa.. L'architetto Alessandro Antonelli fu incaricato di redigere il disegno della costruenda parrocchiale, la prima pietra della quale venne posta il 12 aprile 1837. Un ulteriore busto è stato a lui dedicato. In corso d'opera, il progetto di Antonelli fu ridimensionato poiché era stato giudicato troppo dispendioso; le maggiori modifiche riguardarono il campanile, il transetto con le due cappelle laterali e i portici di coronamento esterno, che non furono eseguiti. La chiesa che ne risultò manteneva la stessa facciata del precedente edificio, mentre secondo l'ultimo progetto, datato al 1888, questa avrebbe dovuto essere demolita per far posto all'allungamento della navata e a un pronao esastilo corinzio. La consacrazione fu impartita il 17 novembre 1844 dal vescovo di Novara Giacomo Filippo Gentile. Nonostante ciò la chiesa non fu mai completata; dopo la morte di Alessandro Antonelli, il figlio, ingegnere Costanzo, edificò in modo asimmetrico lo scurolo dei Santi Martiri Pacifico e Cristina.
Negli anni '30 del Novecento la precedente facciata fu rielaborata in stile barocco dall'architetto Giovanni Lazanio.

## Descrizione

### Esterno
La facciata, di stile barocco, è caratterizzata da nove statue ritraenti i Santi Cristina, Adolfo, Maria Ausiliatrice, Grato di Aosta, Clemente Papa, Francesco d'Assisi, Giovanni Bosco, Pacifico e Teresa.

### Interno
Opere di pregio conservate all'interno sono la pala dell'altare laterale raffigurante la Cena di Emmaus, opera di Michele Cusa, e la tela con soggetto la Beata Vergine Maria assieme a San Domenico, dipinta da Angelo Capisani. La volta, con struttura a botte a cassettoni, è decorata con elementi floreali e un ciclo pittorico che rappresenta scene vetero e neotestamentarie, ad opera di Rodolfo Gambini.